# Synomera tanga
Synomera tanga là một loài bướm đêm trong họ Noctuidae.